# Brian White
Brian Michael White (ur. 3 lutego 1996 we Flemington) – amerykański piłkarz występujący na pozycji napastnika, reprezentant Stanów Zjednoczonych, od 2021 roku zawodnik kanadyjskiego Vancouver Whitecaps.